# Superhélice

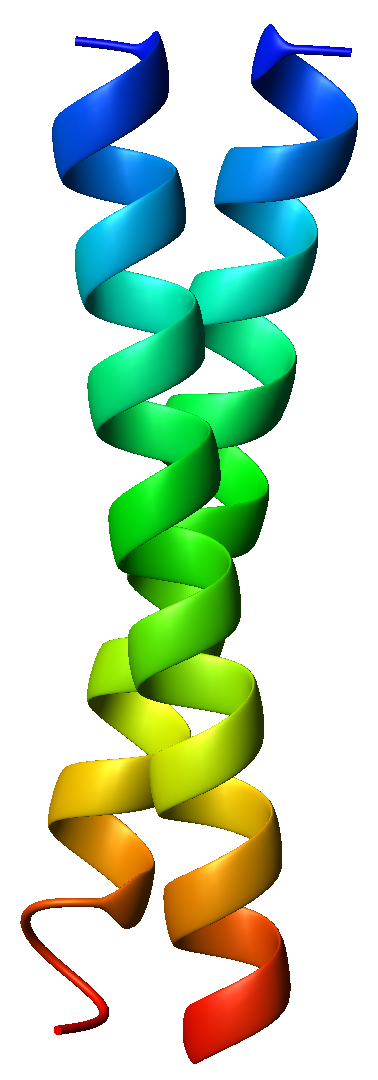
Figura 1: O exemplo clássico de uma superhélice (ou coiled coil) é o zíper de leucina GCN4 (código de acesso PDB 1zik), que é um homodímero paralelo. No entanto, existem muitos outros tipos de superhélices.

Uma superhélice, ou coiled coil, é um motivo estrutural em proteínas em que 2–7 alfa-hélices se enrolam como os fios de uma corda. (Dímeros e trímeros são os tipos mais comuns.) Muitas proteínas contendo estruturas do tipo superhélice estão envolvidas em importantes funções biológicas, como a regulação da expressão gênica - por exemplo, fatores de transcrição - e proteínas do citoesqueleto. É um importante motivo de oligomerização em proteínas. Exemplos notáveis são as oncoproteínas c-Fos e c-jun, a proteína muscular tropomiosina e proteínas estruturais como a queratina e a miosina.

## Estrutura molecular
Superhélices geralmente contêm um padrão repetitivo de sete resíduos de aminoácidos hxxhcxc, de resíduos de aminoácidos hidrofóbicos (h) e carregados (c), referido como uma repetição heptamérica. As posições na repetição são geralmente denominadas como abcdefg, onde a e d são as posições hidrofóbicas, frequentemente ocupadas por isoleucina, leucina ou valina. O enovelamento de uma sequência com este padrão repetitivo em uma estrutura secundária alfa-helicoidal faz com que os resíduos hidrofóbicos se disponham como uma 'faixa' que se enrola suavemente um com ângulo de mão-esquerda em torno da hélice, formando uma estrutura anfipática. Dessa maneira, a forma mais favorável de duas hélices se organizarem em um ambiente aquoso do citoplasma é envolver as regiões hidrofóbicas uma contra a outra, ensanduichadas entre os aminoácidos hidrofílicos. Assim, é o enterramento das superfícies hidrofóbicas que fornece a força motriz termodinâmica para a oligomerização (efeito hidrofóbico). O empacotamento em uma superhélice é excepcionalmente apertado, com contato de van der Waals quase completo entre as cadeias laterais dos resíduos a e d. Este empacotamento apertado foi originalmente previsto por Francis Crick em 1952 e é conhecido como empacotamento knobs into holes (algo como "saliências em buracos") .
As α-hélices em uma superhélice podem ser paralelas ou antiparalelas e geralmente adotam um ângulo de superhélice de mão esquerda (Figura 1). Embora desfavorecidas, algumas estruturas de mão direita também foram observadas na natureza e em proteínas engenharizadas. Superhélice podem ser homo- ou hetero-oligoméricas.